# 重返猴島
《重返猴島》是由美國遊戲工作室Terrible Toybox開發，Devolver Digital、盧卡斯影業遊戲共同發行，在2022年秋季推出的冒險遊戲。此為以海盜為題材的遊戲系列《猴島小英雄》繼2009年發行的《猴島傳說》後，間隔10多年再次推出的作品，也是系列原創者羅恩·吉伯特自1991年的《猴島小英雄2：老查克的復仇》後再次親自操刀設計的遊戲。

## 遊戲方式
與過去的《猴島小英雄》系列遊戲相同，玩家會操控海盜人物「小蓋」蓋伯拉許·崔普伍德，藉由與其他角色的對話、利用所收集的物品，來解開遊戲裡出現的謎題。
在遊戲的開頭可選擇簡易或困難程度其一，來決定遊玩過程中出現的謎題數量多寡。另外在遊戲裡能使用提示系統，可讓玩家在不清楚解謎的方法、或是不知下一步該做什麼事時獲得幫助。
遊戲裡另外有「更多廢話」（More blather, worse pacing）的選項，開啟後能出現一些被隱藏起來但不影響遊戲進行的對話內容。以及有對過去《猴島小英雄》各作品的劇情簡介，讓初次遊玩此系列的玩家能快速理解遊戲的世界觀。

## 劇情
遊戲一開始的劇情，會讓玩家以為是從《猴島小英雄2：老查克的復仇》的結尾處開始：也就是小蓋與他的宿敵老查克船長一同變成小孩子模樣出現在遊樂園裡。
不過實際上這段開頭是小蓋的兒子伯伊伯拉許（Boybrush）與朋友一同在遊樂園玩耍。他在玩耍結束後，回到在遊樂園外長椅上休息的小蓋身邊。
之後小蓋跟他兒子講起一段過去往事，內容是他為了尋找蔵在猴島裡的真正祕密，想要湊出冒險資金而遭受到新世代海盜頭目的拒絕。之後發現到同樣也想出航尋找猴島上祕密的老查克，便設法隱瞞身分混進對方船上的一段事蹟。

## 遊戲製作

### 過程
過去羅恩·吉伯特在離開盧卡斯影業旗下的遊戲公司盧卡斯藝術後，他曾在個人部落格「Grumpy Gamer」上發表過一篇文章，內容是如果他有機會繼續開發《猴島小英雄》續作的話，會想要嘗試的方式與風格。2013年盧卡斯藝術被迪士尼互動併購後，曾讓羅恩·吉伯特擔心迪士尼互動不會有心思投入在盧卡斯藝術曾推出的冒險遊戲領域裡，而使他煩惱該如何取得過去在盧卡斯藝術創作的《瘋狂大樓》、《猴島小英雄》等遊戲系列的智慧財產權。
之後因遊戲發行商Devolver Digital的創辦人之一奈格爾·羅瑞（Nigel Lowrie）認識負責處理盧卡斯藝術遊戲授權的約翰·德瑞克（John Drake），他想與德瑞克談論發行《猴島小英雄》新遊戲的事情，便在2019年PAX遊戲展上找來了吉伯特。吉伯特就在該年12月聯絡過去在盧卡斯藝術合作的同事戴夫·葛羅斯曼，邀請他一同參與製作。
到了2021年盧卡斯影業有了要重新建立旗下遊戲品牌的想法，讓遊戲部門以過去曾使用的「盧卡斯影業遊戲」名稱再次運作。之後吉伯特的個人工作室Terrible Toybox、Devolver Digital、盧卡斯影業遊戲開始聯手推出《猴島小英雄》的新續作。
在以前2013年的愚人節，吉伯特曾在個人推特上發文表示著如果他要開發《猴島小英雄》的新作品，會選擇在愚人節這日子提出；之後2022年的愚人節，吉伯特在Grumpy Gamer上宣佈了他將推出《猴島小英雄》新作品，遊戲的正式名稱《重返猴島》則在4月4日當天正式對外公佈。
《重返猴島》在消息發佈之前，是吉伯特在過去兩年裡祕密進行的計劃，此期間他未將此事告訴給他的親友與家人知道。

### 劇情
吉伯特過去在部落格Grumpy Gamer發表他會如何開發《猴島小英雄》續作的文章時，內容提到遊戲可能會是系列第三作《猴島的詛咒》的另一個版本。
對這一點，吉伯特表示著當時他在腦海裡的一些想法，已經有在其他遊戲裡實踐了。不過之前第二作《猴島小英雄2：老查克的復仇》結尾處的遊樂園場景，對他來說具有相當特別的意義，因此要讓《重返猴島》的開頭是從一座遊樂園開始。

### 美術
擔任過《撕紙小郵差 拆封》、《騎士與單車》遊戲設計的雷克斯·克勞爾（Rex Crowle），此次負責《重返猴島》的美術內容。
雷克斯本身是《猴島小英雄》系列的遊戲迷，先前大約在2007至2008年期間，他曾寄給吉伯特一份以小蓋為主題的畫作，令吉伯特相當喜愛。當吉伯特開始製作《重返猴島》時，得知過去寄給他那份畫作的遊戲迷有在數款遊戲裡擔任美術的經歷後，便邀請他來一同合作。
在美術風格上，雷克斯表示著必須要考慮到能與遊戲的核心主題聯繫在一起，而不是直接套用像是Photoshop濾鏡之類功能所做出來的模樣。雷克斯之後採用了類似繪本、立體書的風格，來表現《重返猴島》的視覺效果。

### 音樂
負責以往《猴島小英雄》系列配樂的遊戲作曲家麥可·蘭德、彼得·麥康奈爾、克林特·班加吉安，三人於此遊戲再次攜手合作。
對吉伯特來說，能與三十年前合作過的作曲家再次共事是相當奇妙的事，之前與麥可·蘭德談論《猴島》系列主題曲的經歷，在此回的遊戲製作過程裡讓他再體驗了一次。葛羅斯曼認為與了解此遊戲系列的作曲家合作，是一件相當容易的事，因為只需等待就能看見他們交付出好的音樂內容。

### 配音
《猴島小英雄》系列裡的小蓋專用配音員多米尼克·阿曼托此次也回歸到製作班底之中。當時羅恩·吉伯特邀請阿曼托在西雅圖見面時，向對方表示他正在製作一款新遊戲，想請阿曼托來配音。在吉伯特向阿曼托揭露這款遊戲正是《猴島小英雄》的新作時，讓阿曼托相當驚喜。
過去擔任系列女主角伊蓮與老查克船長配音的演員亞歷山德拉·博伊德與厄爾·柏恩，也同樣受邀在《重返猴島》演出。其中厄爾·柏恩因年事已高退出了演藝圈，謝絕此次的邀請；但仍為這款遊戲獻上祝福。老查克船長的替代人選，之後找來配音員兼歌手的傑西·哈內爾擔任。

## 發行
遊戲的預告短片於2022年4月4日在Youtube上公開，進一步的遊玩內容是在6月28日的任天堂直面會上展出。不過在遊玩內容公開後，吉伯特收到許多對於《重返猴島》美術風格的批評、甚至人身攻擊的回應，讓吉伯特一氣之下關閉他個人部落格站台的發表意見功能，並表示不想再向大家分享關於《重返猴島》的文章。之後小蓋的配音員阿曼托、《戰神》系列主要製作者科里·巴羅格、《最後生還者》創意總監尼爾·德魯克曼等人都公開聲援吉伯特。
《重返猴島》安排於2022年9月19日在Steam與任天堂eShop等數位發行平台上推出，當天正逢國際海盜模仿日，能夠呼應這是一款以海盜為題材的遊戲。當時還另外弄了一個噱頭是，搶先預購《重返猴島》的玩家可在道具欄裡獲得一副沒有任何用途的馬甲，這是對另一款遊戲《上古卷軸IV：遺忘之都》的馬甲DLC開的一個玩笑。
家用遊戲機PS5、Xbox Series X/S的《重返猴島》版本是接續在當年11月8日推出，適用於智慧型手機的Android、iOS版本則是在2023年7月27日發行。

## 反應

### 銷售
在發售的第一個月裡，《重返猴島》在Steam平台上賣出近10萬套數量，獲得大約300萬美元的銷售成績，是Terrible Toybox工作室前一款冒險遊戲《銀蓮公園》在同一時間範圍內6倍左右的金額。也是在此之前的《猴島小英雄》系列中，銷售速度上升最快的作品。

### 媒體評論
《重返猴島》獲得許多電子遊戲媒體的正面回應，以冒險遊戲為主要文章內容的新聞網站Adventure Gamers認為《重返猴島》是《猴島小英雄》系列愛好者們值得等待的作品，有著系列裡最出色的謎題、恰到好處的幽默，過去的經典曲目與新配樂有完美的結合，能讓你同時回味過去與體驗當下冒險遊戲高峰的作品。遊戲評論網站IGN肯定了羅恩·吉伯特在這款遊戲投入的心力，能讓大家感覺到他一直關心著《猴島小英雄》系列，讓這款遊戲如同預期般地有趣，能在遊戲劇情、令人慢慢喜愛上的新美術風格、愉悅的配樂來感受到魅力。遊戲月刊《Game Informer》提到遊玩這款遊戲就像回到了家鄉；回到過去那種令你感覺有著深褐色調的舊日子，剛接觸《猴島小英雄》系列的玩家能在這款遊戲獲得滿足，而且獲得最大收穫的正是此系列的老玩家們。RPGFan網站提及《重返猴島》回到了《猴島小英雄》系列前兩作時期的巔峰，對於一路追隨著此系列的玩家，《重返猴島》就像是闡明著在你自己的年輕時期裡，試著在不斷前進的世界中尋找新目標的模樣。
其他像英國衛報表示著《重返猴島》的出色表現，提醒了大家點擊式冒險遊戲不會有消失的一天。音樂雜誌《新音樂快遞》專欄認為這一款精心設計的現代化冒險遊戲，提供了讓你好好去回去挖掘盧卡斯藝術冒險遊戲的充分理由。

### 提名獎項
| 年份 | 活動                   | 獎項                                | 結果 |
| ---- | ---------------------- | ----------------------------------- | ---- |
| 2022 | 第9屆遊戲大獎          | 最佳輔助功能創新                    | 提名 |
| 2022 | 第40屆金搖桿獎         | 年度最佳遊戲                        | 提名 |
| 2022 | 第40屆金搖桿獎         | 最佳劇情                            | 提名 |
| 2022 | 第40屆金搖桿獎         | 年度最佳PC平台遊戲                  | 獲獎 |
| 2022 | 第40屆金搖桿獎         | 最佳演出（多米尼克·阿曼托）         | 提名 |
| 2023 | 第12屆紐約遊戲大獎     | 外百老匯最佳獨立遊戲獎              | 提名 |
| 2023 | 第12屆紐約遊戲大獎     | 赫爾曼·梅爾維爾最佳遊戲劇本獎       | 提名 |
| 2023 | 第23屆遊戲開發者選擇獎 | 最佳遊戲敘述                        | 提名 |
| 2023 | 第26屆D.I.C.E.大獎     | 傑出遊戲角色獎（蓋伯拉許·崔普伍德） | 提名 |

## 備註
1. ↑  在此作品之前，亞歷山德拉·博伊德僅在《逃離猴島》未擔任過伊蓮的配音。

## 外部連結
- 《重返猴島》官方網站
- Devolver Digital的《重返猴島》作品頁面